# Пасадена (Мериленд)
Пасадена (енгл. Pasadena) насељено је место без административног статуса у америчкој савезној држави Мериленд.

## Демографија
По попису из 2010. године број становника је 24.287, што је 12.194 (100,8%) становника више него 2000. године.
| Група             | 2000.          | 2010.          |
| Белци             | 10.773 (89,1%) | 20.380 (83,9%) |
| Афроамериканци    | 823 (6,8%)     | 1.677 (6,9%)   |
| Азијати           | 178 (1,5%)     | 628 (2,6%)     |
| Хиспаноамериканци | 161 (1,3%)     | 1.055 (4,3%)   |
| Укупно            | 12.093         | 24.287         |